# تشارلي هودج (موسيقي)
تشارلي هودج (بالإنجليزية: Charlie Hodge)‏ هو موسيقي ومغني وعازف قيثارة أمريكي، ولد في 14 ديسمبر 1934 في ديكاتور في الولايات المتحدة، وتوفي في 3 مارس 2006 في نوكسفيل في الولايات المتحدة.

## وصلات خارجية
- الموقع الرسمي
- تشارلي هودج على موقع IMDb (الإنجليزية)
- تشارلي هودج على موقع ميوزك برينز (الإنجليزية)
- تشارلي هودج على موقع قاعدة بيانات الفيلم (الإنجليزية)